# Frauenkomitee Bern
Frauenkomitee Bern var en kvinnoförening i Schweiz, grundad 1893.   Föreningen organiserade kvinnor i Bern kring kvinnofrågor. Dess medlemmar bestod nästan uteslutande av hustrurna till Berns elitämbetsmän och politiker och andra kvinnor ur huvudstadens överklass. Föreningen hade en rådgivande funktion och konsulterades ofta i kvinnofrågor på federal nivå av Schweiz federala myndigheter. Den kom därför att fungera som en kanal mellan regeringen och kvinnorörelsen i Schweiz.  